# Козиковське сільське поселення
Кози́ковське сільське поселення (рос. Козиковское сельское поселение) — муніципальне утворення у складі Юринського району Марій Ел, Росія. Адміністративний центр — селище Козиково.

## Населення
Населення — 335 осіб (2019, 486 у 2010, 773 у 2002).

## Склад
До складу поселення входять такі населені пункти:
| Населений пункт      | Населення, осіб (2002) | Населення, осіб (2010) |
| -------------------- | ---------------------- | ---------------------- |
| Вознесенка, присілок | 33                     | 23                     |
| Козиково, селище     | 584                    | 403                    |
| Кузьмино, селище     | 28                     | 48                     |
| Кузьмино, присілок   | 121                    | 42                     |
| Кумський, виселок    | 0                      | 0                      |
| Шушманка, селище     | 7                      | 0                      |